# Psychotria berteroana
Psychotria berteroana är en måreväxtart som beskrevs av Dc.. Psychotria berteroana ingår i släktet Psychotria och familjen måreväxter. Inga underarter finns listade i Catalogue of Life.